# Bocydium tintinnabuliferum
Espèce
Bocydium tintinnabuliferum, la Bocydie à clochette, est une espèce d'insectes hémiptères d'Amérique du Sud appartenant à la famille des Membracidae. Le genre Bocydium se caractérise par des excroissances du pronotum aux formes particulièrement remarquables. En 1832, René Primevère Lesson y fait référence lors de la description de l'espèce en construisant l'épithète qui associe les termes latins tintinnabulum, « grelot » et ferre, « porter ».

## Description
Bocydium tintinnabuliferum est semblable à Bocydium globulare, dont elle se distingue par plusieurs particularités. Son protothorax est noir, tronqué sur le milieu du corps, supportant verticalement sur la tête un appendice cylindrique, légèrement recourbé, d'où partent cinq prolongements horizontaux. Les deux antérieurs sont plus courts, les plus obliques, et se terminent par deux corps régulièrement globuleux et pileux. Les deux latéraux portent deux boules semblables à leur milieu, mais qui finissent en deux pointes divergentes. Enfin une longue soie, dépassant le corps, se dirigeen se courbant légèrement sur la ligne médiane. Tout cet appareil est noir luisant. Les élytres sont oblongues, diaphanes et opaques ou fauves; les ailes sont gazeuses; le corps est orangé, finemant tacheté de noir, les pieds sont jaunes.

## Écologie et distribution
Bocydium tintinnabuliferum est solitaire et hémimétabole. L'adulte et l'immature vivent sur la face inférieure des feuilles, dont ils absorbent la sève grâce à leur rostre. La nuit, l'adulte est attiré par les sources de lumière artificielle. Son écologie est encore très peu connue.
B. tintinnabuliferum est présent au Brésil (Bahia, Espirito Santo, Conceição da Barra, Santa Teresa et Rio de Janeiro).